# هارولد والتر
هارولد والتر (بالإنجليزية: Harold Walter)‏ هو صناعي أمريكي، ولد في 1901 في كولورادو في الولايات المتحدة، وتوفي في 1962 في أوكسبريدج في الولايات المتحدة.